# لورانفيل (كيبك)
لورانفيل (بالإنجليزية: Lorrainville, Quebec)‏ هي بلدية محلية في كيبيك تقع في كندا في بلدية مقاطعة تميسكامينغ الإقليمية ‏. يقدر عدد سكانها بـ 1,272 نسمة ومساحتها 87.20 كم2 .

## أعلام
- أوقستي فنسنت